# Maniobra de Valsalva

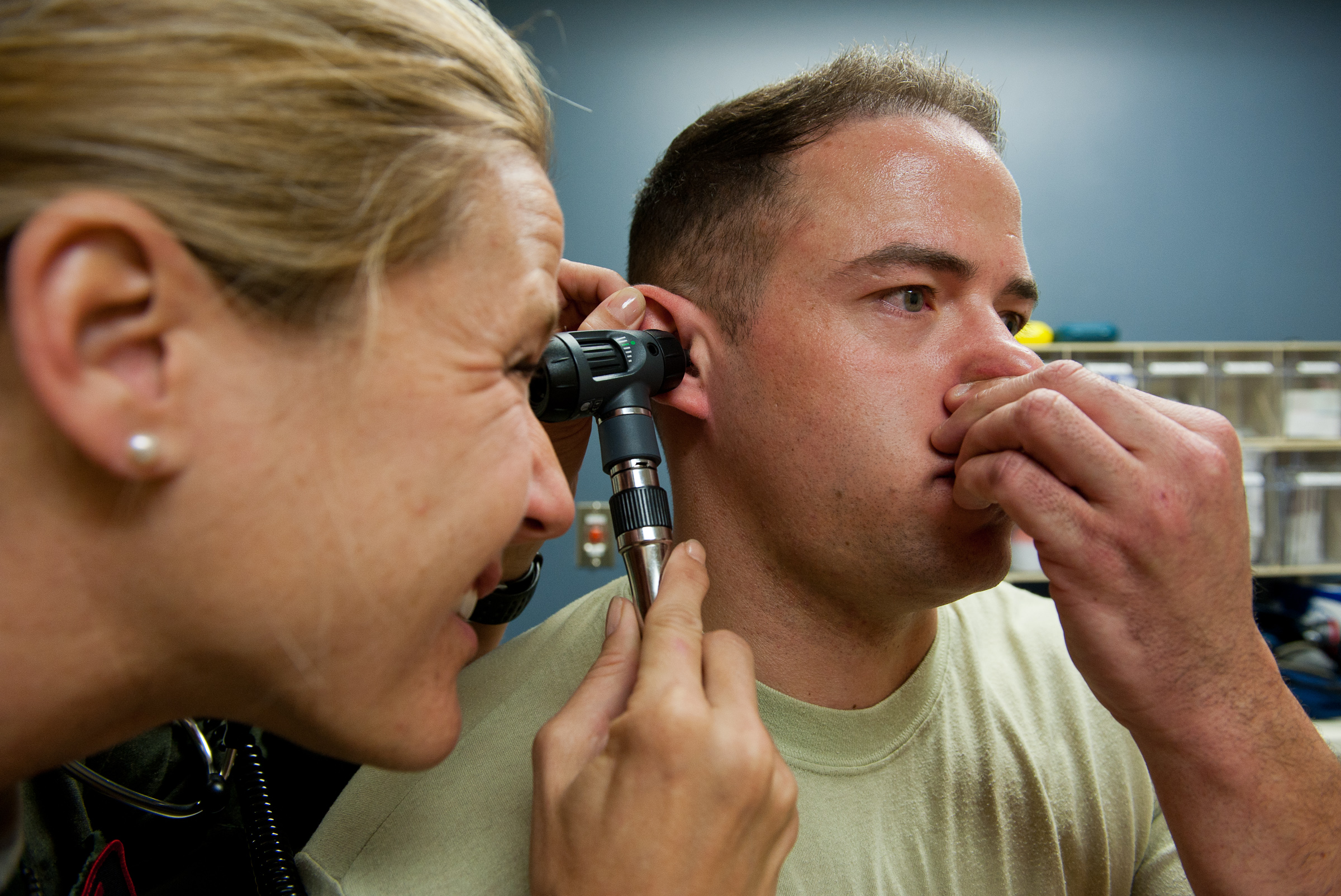

La maniobra de Valsalva (pel metge italià Antonio Maria Valsalva), és qualsevol intent d'exhalar aire amb la glotis tancada o amb el nas i la boca tancats. Es coneix també com a test de Valsalva o mètode de Valsalva. La intenció inicial de Valsalva era crear una forma d'expulsar el pus de l'orella mitjana.
L'intent de forçar l'exhalació d'aire, propi de la maniobra de Valsalva, (ja sigui realitzat amb la glotis tancada, o amb la glotis oberta, però amb la boca i nas tancades), té com a resultat un notable augment de la pressió dins de l'espai interior de les vies respiratòries i espais connectats amb elles, tals com les trompes d'eustaqui i l'orella mitjana.
La gent fa maniobres de Valsalva involuntàriament i sense adonar-se quan infla un globus o una pilota o quan fa força en una barralla. L'augment de la força toràcico-abdominal també es dona en tossir, menjar, empassar, esternudar o defecar.

## Usos generals

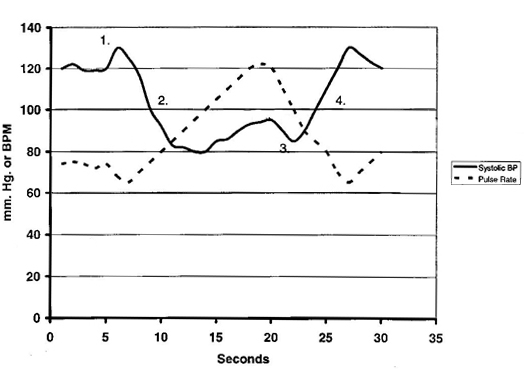
La pressió arterial (sistòlica) i la freqüència del pols durant una resposta normal a la maniobra de Valsalva. pressió de mercuri Quaranta mil·límetre s'aplica als 5 segons i s'alleuja en 20 segons.

La maniobra de Valsalva s'empra com a tècnica d'igualació de pressions en la pràctica del busseig i en els passatgers dels avions per evitar barotraumes i molèsties a l'interior de les seves oïdes quan varia la pressió externa.
La maniobra de Valsalva es fa servir per examinar pacients amb sospites que tinguin hèrnies inguinals i/o lumbars, o en tècniques d'endoscòpia a embarassades per comprovar un possible trencament del sac. S'utilitza també per ajudar en el diagnòstic clínic de problemes o lesions en els nervis de la columna cervical.
És utilitzada en cirurgia oral per a la detecció d'una possible comunicació oroantral, arran d'un procediment d'exodòncia d'una dent superior en relació intima amb la cortical del si maxil·lar, i en odontologia per comprovar comunicacions buco-sinusals després d'una extracció quirúrgica de dents en el maxil·lar superior.
També resulta molt útil per detenir les taquicàrdies paroxístiques supraventriculars, juntament amb altres maniobres vagals com provocar el vòmit, massatge de les caròtides, reflex de busseig, etc.

## Efectes
Per aplicar pressió en les trompes d'Eustaqui (tubs auditius), el més comú és tancar el nas amb els dits, tancar la boca i intentar exhalar amb força. Aquesta tècnica fa augmentar la pressió en la gola, de manera que una petita quantitat d'aire es mou cap a les oïdes a través de les trompes d'Eustaqui, que connecten ambdues zones. A més a més, s'augmenta la pressió intra-toràcica.
La maniobra de Valsalva també té l'efecte d'augmentar la pressió intra-cranial i per això està contraindicada en malalties com el glaucoma i altres malalties cranioencefàliques en les quals un augment de pressió intra-cranial les pugui perjudicar.
Aquesta maniobra també en augmentar la pressió intra-toràcica disminueix el retorn venós pel que tots els bufs cardíacs es redueixen en intensitat excepte dos: la miocardiopatia hipertròfica i el prolapse mitral que s'intensifiquen. Els bufs cardíacs que després de la maniobra de Valsava reapareixen abans són els de les cavitats dretes mentre que els que ho fan més tard són els de les cavitats esquerres.
La maniobra de Valsalva s'ha associat amb amnèsia global transitòria.

### Retinopatia de Valsalva
La retinopatia de Valsalva és un altre síndrome patològic associat amb la maniobra de Valsalva. Es presenta com hemorràgia pre-retinal (sagnat davant de la retina). El sagnat pot causar pèrdua de la visió si obstrueix l'eix visual, i els pacients poden notar vuits en el seu camp visual. En general això no causa alteracions visuals permanents, i un cop passat, la vista queda completament restaurada.